# 兄弟姉妹関係

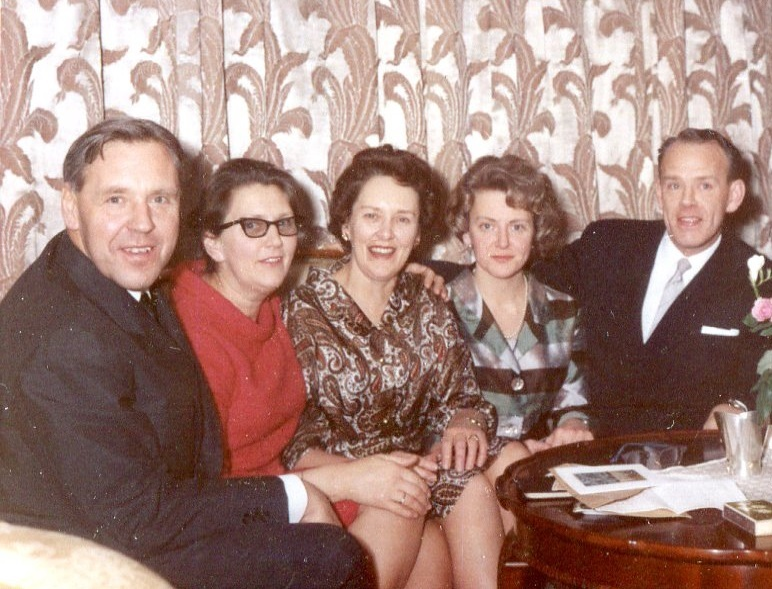
1964年の50歳の誕生日パーティー ビルギット・リダーステットの5人のきょうだい全員

兄弟姉妹はお互いの生活の中で、親のような仲間意識と、友人のような力と援助をシミュレートするユニークな役割を果たす。兄弟姉妹はしばしば同じ家庭で育つので、直系家族の他の成員のように、お互いの暴露量が大きい。しかし、兄弟姉妹関係には階層的要素と相互的要素の両方があるが、この関係は、他の世代の家族よりもより平等で対称的である傾向がある。さらに、兄弟姉妹関係はしばしば家族内の結束の全体的な状態を反映している。
兄弟姉妹は、一般的に親や他の誰よりも、幼少期にはお互いに多くの時間を費やし、兄弟姉妹関係はしばしば個人の人生において最も長く続く関係である。

## 文化的な違い
兄弟姉妹関係の性質と文脈は文化によって異なる。先進国の文化では、兄弟姉妹は通常任意に関係を深める。人々は兄弟姉妹と接触して協力し合うことが奨励されてるが、これは義務ではない。年上の兄や姉は時には下の弟や妹を見守る責任を負うこともあるが、限られた場合だけであり、親が主な監督者の役割を担う。それに対して、開発途上国の文化における密接な兄弟姉妹関係はしばしば義務的であり、強力な文化的規範は兄弟姉妹間の協力と接近を促している。インドでは、兄弟姉妹関係が大切にされており、ラーキーと呼ばれる祭りが開催されている。この祝祭で、姉妹は兄弟に織ったブレスレットをプレゼントし、彼らが自分自身の家庭を持った後も続く永続的な絆を示す。これらの文化はまた、年上の兄や姉が年下の弟や妹を見守る役割を担うことが常に期待されている。

## 一生を通して

### 幼児期と子供時代
関係は、2人の兄弟姉妹として互いに紹介することから始まる。年上の兄弟姉妹は、母親の妊娠中のある時点で、すぐに弟や妹に気づくが、これは、年上の子供の心理的調整を容易にし、新生児とのよりよい関係をもたらすのに役立つ。発達初期に、2人の対話は年上の兄弟姉妹の社会的適性に寄与し、年下の兄弟姉妹を認知的に刺激する。年上の兄弟姉妹の方が、親が幼児語で話しかけるように、年下の兄弟姉妹の低い言語理解に対応するために話し方を適応させる。
幼児と主監督者との関係を記述するために使用された愛着理論は、兄弟姉妹にも適用することができる。幼児が兄弟姉妹の反応性が高いと判断し、慰めの源泉と見なす場合は、支持的な絆が形成される。反対に、兄弟姉妹が攻撃的、無視的、またはその他の否定的な方法で行動する場合、負の関係が形成されることがある。兄弟姉妹関係は、主監督者が不在で、保護とサポートのために年上の兄弟姉妹に頼らざるを得ない場合、更に強調される。
兄弟姉妹が成長して発達しても、幼児期から小児期までの関係にはかなりの安定性があり、その間、正と負の相互作用は頻度において一定のままで維持される。それでも、この時期は両方の兄弟姉妹にとって大きな変化を示す。年齢差がほんの数年である場合、これは兄弟姉妹が学校に入学し、同級生と出会い、友人を作っている時期を示している。このような環境の変化は、お互いの繋がる機会を減らし、年下の兄弟姉妹は援助者を兄弟姉妹関係の外で見つけることが出来るため、社会的支援のために年長の兄弟姉妹に依存しなくなる。年下の兄弟姉妹が学校に入ると、年上の兄弟姉妹は慣れ親しむように助け、学生であるという新しい闘争についての助言を与える。同時に、年長の兄弟姉妹は質問に答えることができ、年下の兄弟姉妹が親に相談しにくい話題について話し合うことも出来る 。

### 青年期
兄弟関係の性質は、小児期から 青年期に変化する。若い青年はしばしば互いの暖かさとサポートを提供するが、この発展期には葛藤や感情的な距離の増大もある。しかし、この効果は兄弟姉妹の性別によって異なる。異性の兄弟姉妹のペアは、青年期に親密さの劇的な減少を経験することが多いが、同性の兄弟姉妹のペアは、青年期初期に親密さが少し上昇し、それに続いてわずかな低下が見られる。どちらの場合でも、親密度は若年成人期に再び増加する。この傾向は、青年期特有の同年齢関係の重視の結果である可能性がある。しばしば、同じ家族の青少年は、異なるライフスタイルを採用し、互いの間の感情的な距離を増大させる。
兄弟姉妹は、特に青年期の間に、同輩と同じように互いに影響を及ぼす。これらの関係は、友人を持たないことによるマイナスの心理的影響を補うことがあり、個人に自己価値の感覚を提供する可能性がある。年上の兄・姉は、年下の弟・妹にとって効果的な良い行動の手本となることが出来る。例えば、兄弟姉妹との安全なセックスについてのコミュニケーションは、親と同じくらい効果的であるという証拠がある。逆に、年上の兄弟姉妹は、性的に進んだライフスタイルをモデリングすることによって危険な性行動を促し、10代で親になった兄・姉の弟・妹は、10代の親になる傾向がある。
青少年の研究は、肯定的な兄弟姉妹の影響が健康で適応能力のある機能を促進し、否定的な相互作用が脆弱性や問題行動を増やす可能性があることを示唆している。親密で肯定的な兄弟姉妹の相互作用は、青少年のための重要な支援の源であり、社会的行動の発達を促進する。しかし、兄弟姉妹関係が紛争や攻撃によって特徴付けられるとき、彼らは非行と同輩間の反社会的行動を促進させる。

### 成人期と高齢期
兄弟姉妹が成人に達すると、彼らはもはや同じ場所に住まなくなり、仕事、趣味、そしてロマンチックな関心事に専念するようになる。彼らは共有せず、お互いにそれに関係することは出来ない。この段階では、学校と親の厳しい管轄下にある共通の闘いが解消される。これらの要因にもかかわらず、兄弟姉妹は成人期から老後まで関係を維持することがよくある。物理的な近接性は、兄弟姉妹間の接触を維持する大きな要因である。お互い近くに住んでいる人は頻繁にお互いを訪れる可能性が高い。また、性別も重要な役割を果たしている。姉妹はお互いに接触している可能性が最も高く、その次に異性の兄妹・姉弟が可能性が高い。兄弟はお互いに接触する可能性が最も低い。
コミュニケーションは、兄弟姉妹同士が近くに住んでいない場合に特に重要である。コミュニケーションは、電子メールやソーシャルネットワーキングのようなオンラインコミュニケーションによって、個人的に、電話で、郵便で頻繁に行われる。しばしば、兄弟姉妹は、親や親戚の友人を通じて間接的にコミュニケーションを取る。大人と高齢の兄弟姉妹の間では、会話は家族の出来事や過去の回想に集中する傾向がある。
成人期には、兄弟姉妹はまだ友人と同様の役割を果たす。友人と兄弟姉妹は年齢が似ていることが多く、年齢差は成人期にはそれほど重要ではない。更に、兄弟姉妹関係とは異なり、友情は任意であるが、両方の関係は本質的に平等主義的であることが多い。それぞれの関係の具体的な役割は、特に人生の後半でも異なる。高齢の兄弟姉妹にとって、兄弟姉妹は親友の役割を果たす一方、友人は仲間として行動する傾向がある。
成人の兄弟姉妹関係については、個々のまたは共有の生活イベントに応じて急速に変化する可能性があるため、長期的な前提を立てることは困難である。ある兄弟姉妹の結婚は、兄弟姉妹の絆を強めるかもしれないし、弱めるかもしれない。住所の変更、子供の誕生、その他数多くの生活イベントについても同じことが言える。しかし、兄弟姉妹の離婚、やもめ暮らし、親戚の死亡は、兄弟姉妹間の親密さと肯定感を高めることが最も多い。

## 兄弟姉妹間の競争
兄弟姉妹間の競争は、血縁関係にあってもなくても、兄弟姉妹間の対立関係や敵意を表す。しばしば競争は、親からのより大きな関心の欲求の結果発生する。しかし、最も模範的な両親でさえ、ある程度兄弟姉妹間の競争を見る可能性がある。子供たちは、親からの注意だけでなく、世界での認知のために、自然に競争する傾向がある。兄弟姉妹は、一般的に、子供のころは親と比べて一緒に多くの時間を過ごす。兄弟姉妹の絆はしばしば複雑であり、親からの扱い、出生順序、人格、家族以外の人や経験などの要因によって影響を受ける。発達心理学者シルヴィア・リムによると、兄弟姉妹間の競争は、子供たちが年齢が非常に近く、性別が同じな場合、または1人の子供がギフテッドである場合に特に激しい。兄弟姉妹間の競争は、特に年齢の近い兄弟姉妹の間で、攻撃と侮辱を発生させる。ハーバード大学によると、兄弟間のいじめは決して良いことではなく、大人になってからの自傷行為やうつ病のリスクを倍増させるそうである。

### 原因
兄弟姉妹間の競争に影響を及ぼし、形成に関わる多くのことがある。ミシガン大学のカイラ・ボーイズによれば、家族の各子供は、彼らが誰であるかを定義するために競争し、彼らの兄弟姉妹とは別個の存在であることを示したいと考えているために競争する。子供たちは、両親の注意力、懲戒、反応性が不平等になっていると感じている可能性がある。子供たちは、戦いが紛争を解決するための受け入れ可能な方法ではなく、そのような紛争を処理するための代替方法もないという理解がない場合、家族でより多く戦う。両親と子供の生活のストレスは、より多くの紛争を引き起こし、兄弟姉妹間の競争を増やす可能性がある。

#### 精神分析的視点
ジークムント・フロイトは、エディプスコンプレックスの延長として兄弟姉妹関係を見た。そこでは兄弟は母親の注目を得るために姉妹や父親と競争していた。例えば、少年ハンスの場合、フロイトは、幼い少年の馬への恐怖は、父親に取って代わって母親をつがいにしたいという少年の願いと同様に、彼の妹への嫉妬に関連していると主張した。この見解は、現代の研究では大きく信用されていない。

#### 親子の対立理論
ロバート・トリヴァースによって策定された親子の対立理論は、兄弟姉妹の力学と親の意思決定を理解する上で重要である。両親は子孫の生存を確保するために必要なものを投資することが期待されるため、一般的に両親は利用可能な最大量の資源を、おそらく自分自身を犠牲にし、他の潜在的な子孫に配分すると考えられている。親はできるだけ子孫に投資しているのに対し、子孫は同時に親が親自身の生殖の成功を最大にするために与えることができるよりも多くの資源を獲得しようとする。したがって、個々の子孫が望むものと、親が与えることができるものとの間に矛盾がある。トリヴァースの理論を拡張すると、兄弟姉妹に与えられる分の資源を得ようとするため、お互いに強く競争すると考えられる。それは、自分の両親だけでなく、兄弟姉妹にも損害を与えても、自己の恩恵が総費用を上回る限り、利己的に支払わせることになる。

#### その他の心理的アプローチ
アルフレッド・アドラーは、兄弟姉妹は家族内で「意欲的に努力する」と見なし、出生順序が人格発達の重要な側面であると考えた。置き換えられたり取って代わられたりする感覚は、しばしば年上の兄弟姉妹の嫉妬の原因となる。実際、心理学者や研究者は、兄弟姉妹関係に出生順序、年齢や性別の影響があることを支持している。子供の人格は、家庭内でどのくらいの兄弟姉妹間の競争が起こるかにも影響を及ぼす。何人かの子供は自然に変化を受け入れるが、他の子供は自然に競争意識を持ち、兄弟姉妹が家に参入する前にこの性質を示すことがある。。しかし、両親は子供が競争意識を持つに至るかどうかに大きな影響を与える要因であると見なされている。
デイビッド・レヴィーは、1941年に「兄弟姉妹競争」という言葉を導入した。年上の兄弟姉妹において「新生児への攻撃的な反応は典型的なので、家族生活の共通の特徴であると言うのが妥当である」と指摘している。研究者は今日、一般的にこの見解を支持し、親が偏見を排し、適切な予防措置を講じることによってこの反応を改善できることを指摘している。実際、研究者らは、兄弟姉妹間の肯定的関係の生涯の基礎を築く理想的な時期は、新生児が到着する数ヶ月前のことだと述べている。

### 人生を通して
ジュディー・ダンによる観察研究によれば、早ければ子供たちは自己認識を示し、自分自身と兄弟姉妹の間の親の扱いの違いを知覚し、初期の印象だと年下の兄弟姉妹との生涯の関係を形作ることが出来る。18ヶ月から兄弟姉妹は家族のルールを理解し、互いに慰め、親切にする方法を知る。3歳までに、子供たちは社会ルールの洗練された理解力を持ち、兄弟姉妹との関係で自分自身を評価し、家族内の状況にどのように適応するかを知る。彼らが適応するための動機を持つと、目標と興味が自分と異なる可能性のある兄弟姉妹と仲良くなるために、協力関係とライバル関係の違いを生み出すことが出来る。
研究は更に、最大の兄弟姉妹間の競争は、兄弟の間に、そして姉妹の間で最も少なくなる傾向があることを示している。もちろん、このルールには例外がある。何が兄弟の絆を競争相手に変えるのかという問いにデボラ・ゴールドはまだ完了していない新しい研究を開始した。彼女は今まで行ってきたインタビューを通じて、一貫したテーマを見付けた。「他の兄弟姉妹のペアと比較し、兄弟が競争を行う傾向があるという概念は、親と社会の環境が影響している。どういうわけか、兄弟以外の兄弟姉妹のペアと、兄弟を比較することは自然なことのように思える。特に兄妹・姉弟のペアよりもそうである。ほぼ最初の日から、歯を最初に取得し、這う、歩く、話す、基本的な発達の比較が、より大きい寿命のスケールで保持される。そして、この比較は、学校から大学、職場まで続くようである。誰が最大の家を持っているか、誰が最もお金を稼ぐか、最高の車を運転するかが議論の変わらないトピックである。私たちの社会では、男性は成果重視で、積極的であり彼らは成功するはずだと考えられている」。
兄弟姉妹の競争は、小児期にはしばしば続き、両親にとっては非常に気が揉み、ストレスを与えることがある。
青年期では、若い子供たちと戦うのと同じ理由で戦うが、お互いに傷つき、傷つけるために物理的にも知的にも優れている。親や友人との関係が変わるのと同様に、身体的および感情的な変化は10代の年齢の圧力を引き起こす。親の注意を喚起する方法として兄弟姉妹と戦うことは、青年期に増加する可能性がある。ある研究は、10〜15歳の年齢層が兄弟姉妹間の競争が最高レベルに達することを報告している。
しかし、兄弟の競争と紛争の程度は一定ではない。西洋社会における幼年期の兄弟姉妹の争いの程度を見ている縦断的研究は、時間が経つにつれて、兄弟姉妹関係はより平等になり、紛争が少なくなることを示唆している。しかし、この効果は出生順序によって緩和されている。幼い頃から、兄弟姉妹は多かれ少なかれ同じレベルの紛争と競争が見られる。対照的に、若年層兄弟姉妹では青年期前半で紛争と競争のピークとなり、青年期後半に低下することを報告している。青年期後半の減少は、進化論的観点から意味を見出せる。リソースがなくなり、個人が生殖キャリアをスタートすると、繁殖の成功に影響を与えないリソースを投資して兄弟姉妹が激しい競争を続けることはほとんどない。
兄弟姉妹の競争は成人期に続き、兄弟姉妹関係は長年にわたって劇的に変化する可能性がある。親の病気のような出来事は、兄弟関係を緊密に結びつけることがあるが、結婚は、特に義理の関係が緊張している場合には、それらを別々にする可能性がある。大人の約3分の1は、兄弟姉妹との関係を敵対的または遠隔的と表現している。 しかし、しばしば競争は時間の経過と共に減少する。60歳以上の兄弟姉妹の少なくとも80％は、緊密な関係を享受している。

### 防止
親は、子供の比較や型にはまった役割を拒否することによって、競争の機会を減らすことができる。子どもたちにお互いや親からの注意を喚起する肯定的な方法を教え、楽しい家族活動を一緒に計画し、それぞれの子供が自分の時間と空間を十分に確保できるようにする。また、各子供に個別の注意を払い、チームワークを奨励し、他の子供の役割モデルを子供に抱くことを拒否し、偏愛を避けることもできる。両親が一緒に過ごした時間に家族全体として投資することも重要である。家族の一員であるという強い意識を持っている子供達は、兄弟姉妹を自分自身の延長線として見る傾向がある。しかし、シルヴィア・リムによれば、兄弟姉妹の競争は減ることはあるが完全に排除されることはない。適度な用量では、競争は、各子供が他の兄弟姉妹との違いを表現するのに十分に積極的であることを示す健康的な指標となり得る。
ウェイヘ は、疑わしい行動が競争や兄弟姉妹間の虐待であるかどうかを判断するために4つの基準を用いるべきであると示唆している。第1に、疑わしい行動が年齢に適しているかどうかを判断しなければならない。例えば、子供は様々な発達段階の間に異なる競争解決戦術を使用する。第2に、その行動が孤立した事件であるか、永続的なパターンの一部であるかを判断しなければならない。虐待は定義上、時折の不和ではなく長期的なパターンである。第3に、行動に「犠牲になる側面」があるかどうかを判断する必要がある。競争は、出来事特有のものであり、相互的であり、他者には明らかである。一方、虐待は秘密と権力の不均衡によって特徴付けられる。第4に、疑わしい行動の目標を決める必要がある。虐待の目的は、被害者の屈辱や支配になる傾向がある。今日の兄弟姉妹競争は、いつか両親がいなくなったときに、お互いに接触が断絶することになる原因となる可能性がある。家族の共存を奨励し続け、兄弟姉妹を公平に扱い、過度の兄弟姉妹の競争を戒めるために家族でカウンセリングをすることは、最終的に大人になった子供達に役立つかもしれない。

## 兄弟姉妹間の結婚と近親相姦
いとこ婚はほとんどの場合合法で、叔姪婚も多くの国で合法だが、兄妹・姉弟間の性的関係はほとんど普遍的に近親相姦だと考えられている。 幼い頃の密接な関係のために、兄妹・姉弟間の積極的な性的嫌悪感が形成されることはウェスターマーク効果として知られている。一緒に育つ子供たちは、たとえ無関係であっても、通常は性的魅力を発達させず、逆に幼い頃に離別した兄妹・姉弟は性的魅力を発達させる可能性がある。したがって、偶発的近親相姦を含む兄妹・姉弟の近親相姦の多くは、出産時または非常に若い時期に分離された兄妹・姉弟に関係する。ニューイングランドのある研究では、男性のおよそ10％と女性の15％が兄弟または姉妹と何らかの形で性的接触を経験しており、最も一般的な形態は互いの性器を愛撫または触知していることが示されている。

### 成人間
複数の国で兄妹・姉弟間の性的関係は違法である。この法律は、被害者なき犯罪を定義し、同意する大人として性的関係を望む兄妹・姉弟の人権を侵害するとして近年批判されている。 
2008年には、ドイツのザクセン州の31歳の男性が、妹との間に4人の子供を持った父親として拘束され3年間拘禁され、欧州人権裁判所に提訴した。
ベルギー、フランス、ルクセンブルク、オランダ、スペインなどのヨーロッパ諸国では、兄妹・姉弟の結婚は禁止されているが、兄妹・姉弟の間の近親相姦はもはや違法ではない。
全血の兄妹・姉弟の歴史的な結婚は、1450年のアルマニャック伯ジャン5世と、イザベル・ダルマニャックの兄妹の間で成立したものだった。
この結婚のために与えられた教皇の許しは、1457年に偽造されたと宣言された。古代では、セレウコス朝の王子アンティオコスは、彼の実妹、ラオディケ4世と結婚した。兄妹・姉弟の結婚はローマ期エジプトで特に頻繁に行われていた。 ほとんどの場合、ローマ期エジプトでの兄妹・姉弟の結婚は、神性と純粋さを維持する宗教的信念の結果だった。オシリスとイシスの神話のモデルに基づいて、神は女神と、女神は神と結婚する必要があると考えられていた。これは、彼の姉イシスと結婚するための神々と女神の選択肢が限られているため、オシリスと結婚した。神と女神で結婚する選択肢が限られているため、オシリスは彼の妹イシスと結婚した。支配者層の神性を保つために、王家の兄妹・姉弟はお互いに結婚したのだと考えられている。兄妹・姉弟の結婚は中央アフリカのアザンデ族にも共通している。ジョン・M・ゴギンとウィリアム・C・スターテバント（1964年）は、一般的に兄妹・姉弟間の結婚を許していた8つの社会、上層階級（崇高者）の間だけで兄妹・姉弟婚が許されていた35の社会を列挙した。

### 子供間
多くの文化の中でタブーのトピックであるが、兄妹・姉弟間の性的接触は、通常の子供の好奇心と発達の一部となり得る。キャバナ、ジョンソン＆フレンド（1995年）によると、子供の40％〜75％は13歳に達する前に何らかの性的行動に従事する。このような状況では、子供たちはお互いの身体を探索しながらジェンダーの役割や行動を模索しており、その性的体験は子どもが性的犯罪者ではないことを示している。兄妹・姉弟の年齢や場所の近接性は一般的に近いため、兄妹・姉弟間の性的調査の機会はかなり高く、適切であれば相互の好奇心に基づいているため、これらの活動は有害でも悲惨でもないと考えられる。ボージス（2002年）、ライニッシュ（1990年）によると、初期の性行為を全般的に研究してみると、6歳と7歳の男の子の半分以上が他の男の子と性的遊びをしており、6歳と7歳の女の子のうち、3分の1が他の女の子や男の子との遊びに従事している。この行為には、お医者さんごっこ、相互に触れる、模擬された非挿入の性交の試みが含まれる。ライニッシュは、そのような遊びを、両親との固着の官能的な要素から、自慰、そして他者とのセックスまでの正常な進行の一部として見ている。ライニッシュによると、8歳から9歳の子供は性的覚醒はエロチックな感覚の特定のタイプであることを認識し、様々な視野、自己啓発、ファンタジーを通じてこれらの快い体験を求め、早期の一般的なセックスプレイのシフトより慎重かつ意図的な覚醒に至る。兄妹・姉弟間の根本的な関係を乱用すると、関係者に悪影響を及ぼすことがある。そのような虐待は、被害者が発達過程において人間関係に必要なものなどに障害を残す可能性があり、被害者の大人の生活におけるうつ病、不安、薬物乱用の原因となり得る。使用される定義は広く変化している。兄妹・姉弟間の子供の性的虐待は、（米国の）少年性犯罪に関する全タスクフォースによって定義されている。ある兄弟姉妹が他の兄弟姉妹に、同意を得ずに、強制力や強要によって性的行為を行うか、兄弟姉妹の力の差がある場所で行うことなどされている。Caffaro & Conn-Caffaro (1998年)は、兄弟姉妹へ性的虐待は「年齢に適さず、一時的ではなく、発達的に、相互の適切な好奇心によって動機付けられない兄妹・姉弟間の性行動」であると定義される。子供の性的実験が兄弟姉妹と一緒に行われるとき、いくつかの研究者、例えば、バンクとカーン（1982年）は、それは近親相姦であることを考慮すると考えているが、その用語を使用する研究者は、虐待の近親相姦と非虐待の近親相姦とを区別する。バンクとカーンは、虐待的な近親相姦は、力を重視した、サディスティックな、搾取的な、強制的なもので、意図的な身体的または精神的虐待を含むことが多いと言う。
若い兄妹・姉弟間の性的接触の意見は、セクシュアリティと未成年者に関するより一般的な見解によって影響を受けるかもしれない。
- フィンケラーとホッタリング（1984年）[71]は、性的接触がこれらの状況下でのみ虐待的であると考える。
  1. それは13歳未満の子供で発生し、行為者は被行為者よりも5歳以上離れている場合、または子供が13歳から16歳の間であり、行為者は被行為者よりも10歳年上の場合
  2. 強要、威嚇、脅迫が使用されている場合。
- ラヴィオラ（1992年）は、子どもの性的虐待（一般的に言えば）の行動は、権力、権限、賄賂の使用、または子供の信頼や愛情の利用に依存すると述べている[72]。
- デヨング（1989年）は、14歳未満の人の性行為が虐待であるかどうかを判断するための4つの基準を提示している。
  1. 5歳以上の年齢差
  2. 力、脅迫、権限の使用
  3. ペニスの挿入を試みること
  4. 被害者の身体的傷害

デヨングによれば、これらのうちの1つまたは複数が存在する場合、その行動は虐待的であり、存在しない場合、その行動は正常な性的実験とみなされなければならない[73]。